# Navàs
Navàs è un comune catalano di 6 020 abitanti situato nella comunità autonoma della Catalogna.